# George Job Elvey
George Job Elvey (1816 - 1893) fue un organista y compositor inglés nacido en Canterbury el 27 de marzo de 1816. 
Elvey empezó siendo corista en la Catedral de Canterbury bajo las pautas del organista Highmore Skeats. Posteriormente se convirtió en alumno de su hermano mayor Esteban, y luego estudió en la Royal Academy of Music con los profesores Cipriani Potter y William Crotch. En 1834 ganó la Medalla de Gresham por su himno "Bow down thine ear", y en 1835 fue nombrado organista de la capilla de San Jorge del Castillo de Windsor, un cargo que ocupó durante 47 años, retirándose en 1882. Consiguió en grado de Mus.B. en la Universidad de Oxford en junio de 1838 y el Mus.D en 1840. Sus himnos fueron elegidos para las ediciones de 1853, 1857 y 1871 de la celebración Three Choirs Festivals, obteniendo ese último año el honor de ser nombrado Caballero.
Elvey murió en la localidad de Windlesham, situada en el condado de Surrey, el 9 de diciembre de 1893. La mayor parte de sus obras son de carácter religioso, incluyendo dos oratorios, una gran cantidad de himnos y algunas piezas para órgano. Existe unas memorias escritas por su viuda que fueron publicadas en 1894.